# Минди Макгинис
Минди Макгинис (на английски: Mindy McGinnis) е американска писателка на произведения в жанра фентъзи, научна фантастика, трилър и исторически роман за юноши.

## Биография и творчество
Иметому е роден през 1979 г. в Кардингтън, Охайо, САЩ. Израства във ферма в Охайо. След завършване на гимназията заема няколко работни места, преди да стане помощник библиотекар в местните училища в Кардингтън-Линкълн. Там работи (и пише) в продължение на 13 години, докато напуска през август 2016 г. Получава през 2001 г. бакалавърска степен с отличие по английска филология и религия от университета Отербейн в Уестървил, Охайо. Опитва да пише в продължение на 10 години преди да реализира петия си ръкопис.
Първият ѝ роман „Нито капка вода“ от едноименната постапокилиптична поредица е издаден през 2013 г. Малката общност, в която живее безгрижно малката Луси, е връхлетяна от безмилостна болест. Решена да намери по-добър живот за осиновеното си момиче, Лин решава двете да поемат на път към Западния бряг с вяра за по-добър живот, въпреки изпитания в един свят, изпълнен с ужаси и страдание.
Втората книга от антиутопичната поредица „В шепа прах“ е издадена през 2014 г.
През 2015 г. е издаден готическият ѝ исторически трилър „A Madness So Discreet“ (Лудост, толкова дискретна), който получава наградата „Едгар“ за 2016 г. за най-добър роман за юноши.
Нейните разкази са представени в антологиите „Между сенките: тринадесет истории за тъмнината и светлината“ (2015) и „Winter’s Regret“ (2014).
Минди Макгинис живее със семейството си в Едисън, Охайо.

## Произведения

### Самостоятелни романи
- A Madness So Discreet (2015) – награда „Едгар“
- The Female of the Species (2016) – награда на читателите
- This Darkness Mine (2017)
- Heroine (2019)
- Be Not Far from Me (2020)
- The Last Laugh (2022)

### Серия „Нито капка вода“ (Not a Drop to Drink)
1. Not a Drop to Drink (2013)
Нито капка вода, изд.: ИК „Прозорец“, София (2019), прев. Ирина Манушева
2. In a Handful of Dust (2014)
В шепа прах : роман антиутопия, изд.: ИК „Прозорец“, София (2020), прев. Ирина Манушева

### Серия „Дадено двойно“ (Given Duet)
1. Given to the Sea (2017)
2. Given To The Earth (2018)

### Серия „Хоук“ (Hawk)
2. City of the Dead (2021) – с Джеймс Патерсън

### Серия „Първоначалната обида“ (Initial Insult)
1. The Initial Insult (2021)

### Разкази
- Phantom Heart (2015)
- Blood and Ink (2015)